# Idrossimetansolfinato di sodio
L'idrossimetansolfinato di sodio è un composto chimico di interesse industriale.
Viene sintetizzato a partire da ditionito di sodio e formaldeide:
Na2S2O4  +  2 CH2O  +  H2O →  HOCH2SO3Na +  HOCH2SO2Na
In alternativa può essere utilizzato il ditionito di zinco.
È un composto molto igroscopico, deve essere conservato al buio. In soluzione acquosa si decompone a 80 °C.
Presenta numerosi utilizzi industriali. Per le sue proprietà riducenti viene utilizzato per trasformare i coloranti al tino nelle forme leuco. È anche un potente decolorante.
Prende parte a molte reazioni di sintesi, tra le quali: preparazione di solfoni, tioeteri, selenoeteri, tioesteri e selenoesteri. Dealogenazione riduttiva e riduzione di aldeidi.